# Ankylosaurus
Az Ankylosaurus (jelentése 'összeforrt gyík') az ankylosaurida dinoszauruszok egyik neme, melynek fosszíliái az Észak-Amerika nyugati részén levő kréta időszaki geológiai formációkból kerültek elő. Egy faja ismert, az A. magniventris.
Bár a teljes csontvázát nem találták meg, és több más dinoszaurusz sokkal nagyobb leletanyag alapján ismert, mégis gyakran az Ankylosaurust tekintik a páncélozott dinoszauruszok archetípusának. Jól ismert tulajdonságai, például a nehéz páncélzatú test és a súlyos farokbuzogány a többi ankylosauridánál is megtalálhatók, de az Ankylosaurus a család legnagyobb tagja.

## Anatómia

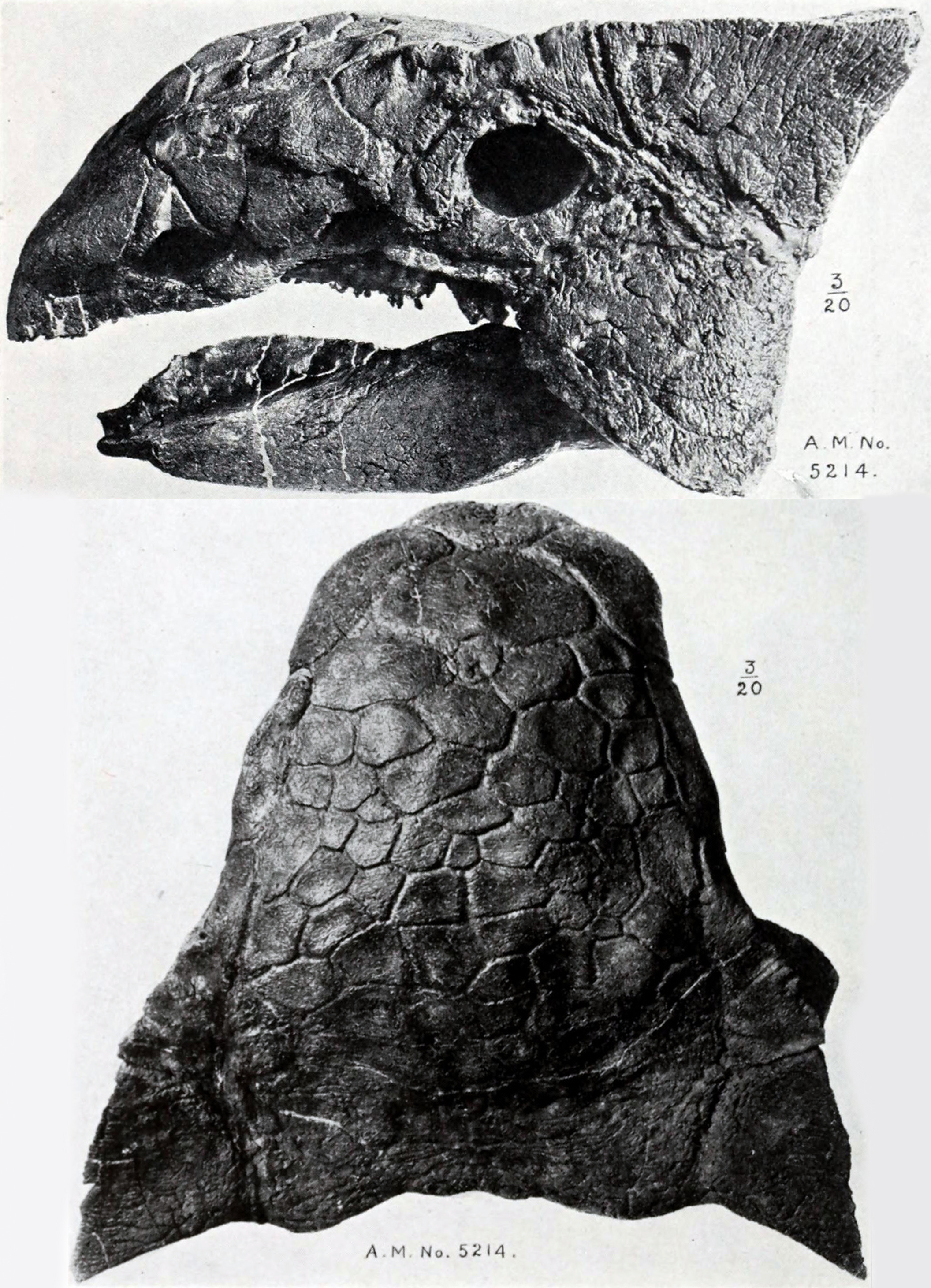
Egy Ankylosaurus koponyája oldalnézetből. Ez a példány az Edmonton-formációból, Albertából került elő

A modern szárazföldi állatokhoz képest a felnőtt Ankylosaurus igen nagy volt. Egyes tudósok a hosszát 6–8 méterre, a tömegét pedig 4,8–8 tonnára becsülték. Más rekonstrukciók szerint ennél kisebb méretet ért el, a hossza 5,4–6,25 méter, a csípőmagassága pedig 1,4–1,7 méter lehetett. A teste alacsonyan helyezkedett el és elég széles volt. Az Ankylosaurus négy lábon járt, a hátsó lábai hosszabbak voltak a mellsőknél. Bár a lábfejei nem ismertek, a többi ankylosauridával való összehasonlítás alapján valószínű, hogy az Ankylosaurus lábai öt lábujjban végződtek. Alacsony koponyája felülről háromszögletűvé vált, a szélessége meghaladta a hosszúságát. A legnagyobb ismert koponya 64,5 centiméter hosszú és 74,5 centiméter széles, a legkisebb pedig 55,5 centiméter hosszú és 64,5 centiméter széles. Az Ankylosaurus más ankylosaurusokhoz hasonlóan növényevőként élt, a táplálékát kis, levél alakú fogak segítségével darabolhatta fel. Ezek a fogak a testhez viszonyítva kisebbek voltak a többi ankylosaurusfajénál. Az Ankylosaurus nem rendelkezett kortársai, a ceratopsidák és a hadrosauridák őrlőfog-készleteivel, ami azt jelzi, hogy csak nagyon kis mértékben rágott. A koponyacsontok és a test más részei összeforrtak, hogy a csontváz erősebbé váljon.

### Páncélzat
Az Ankylosaurus legjellegzetesebb tulajdonsága a csomókból és lemezekből álló, bőrbe ágyazódott csontos páncélzat. A bőrcsontok a krokodiloknál, az övesállatoknál és egyes gyíkoknál is megtalálhatók. A csontot valószínűleg egy kemény szaruréteg borította. E bőrcsontok mérete a széles lapos lemezektől a kerek csomókig nagymértékben változott. A lemezek szabályos vízszintes sorokban rendeződtek el az állat nyakán, hátán és csípőjén, körülöttük pedig sok apró csomó helyezkedett el. A végtagokon és a farkon kisebb lemezek voltak. A valamivel korábbi ankylosauridához, az Euoplocephalushoz hasonlítva az Ankylosaurus lemezei sima felületűek voltak, hiányoztak róluk a kortárs nodosauridánál, az Edmontoniánál megtalálható magas tüskék. A farok két oldalán egy-egy sor lapos, háromszög alakú tövis állhatott ki oldalirányba. A koponya tetején kemény, lekerekített pikkelyek sorakoztak, a hátsó sarkából pedig négy gúlaszerű szarv meredt kifelé.

### Farokbuzogány

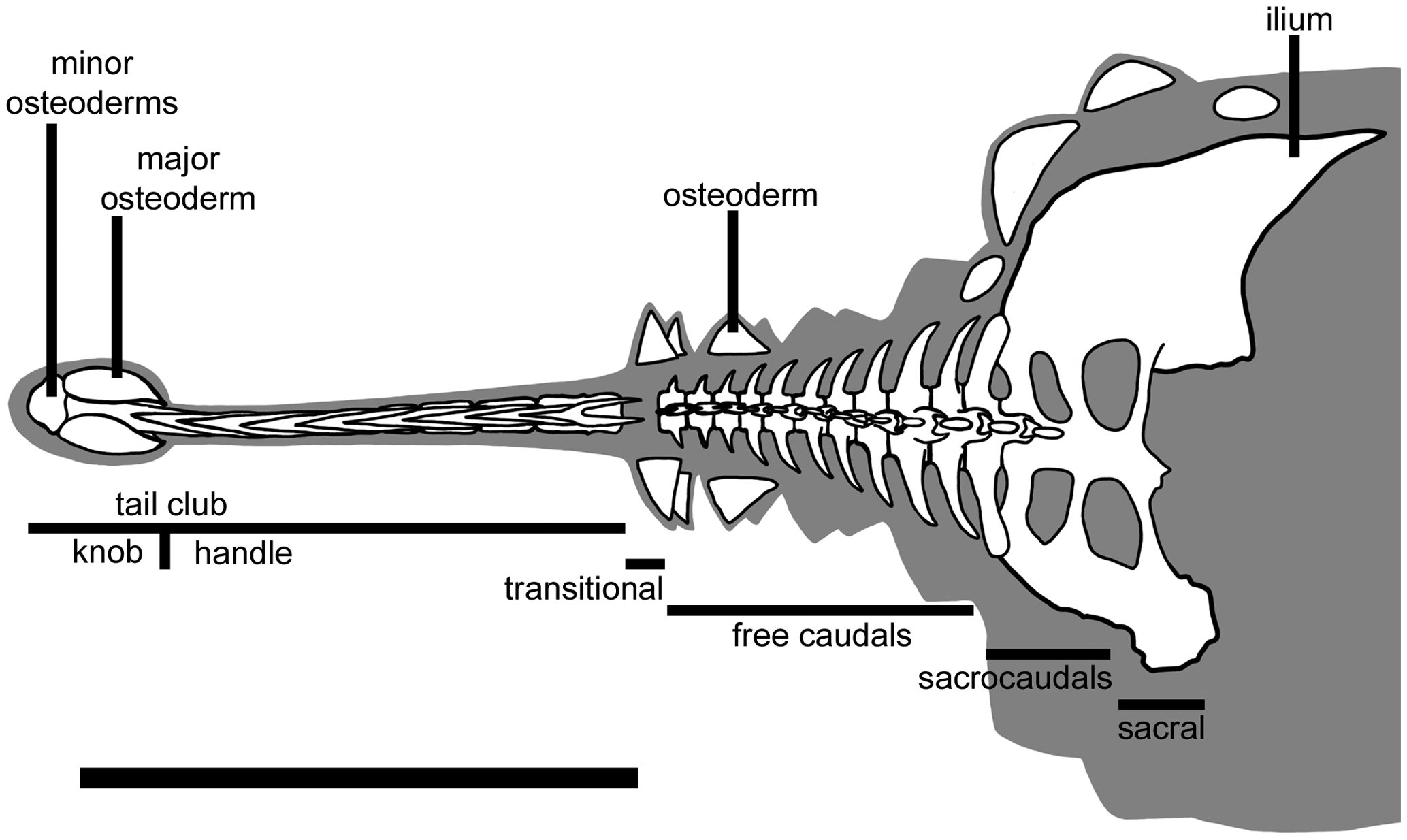
A ROM 784 azonosítójú lelet alapján készült ankylosaurida farok rekonstrukció, melyet az Ankylosaurus rekonstruálásához is felhasználtak

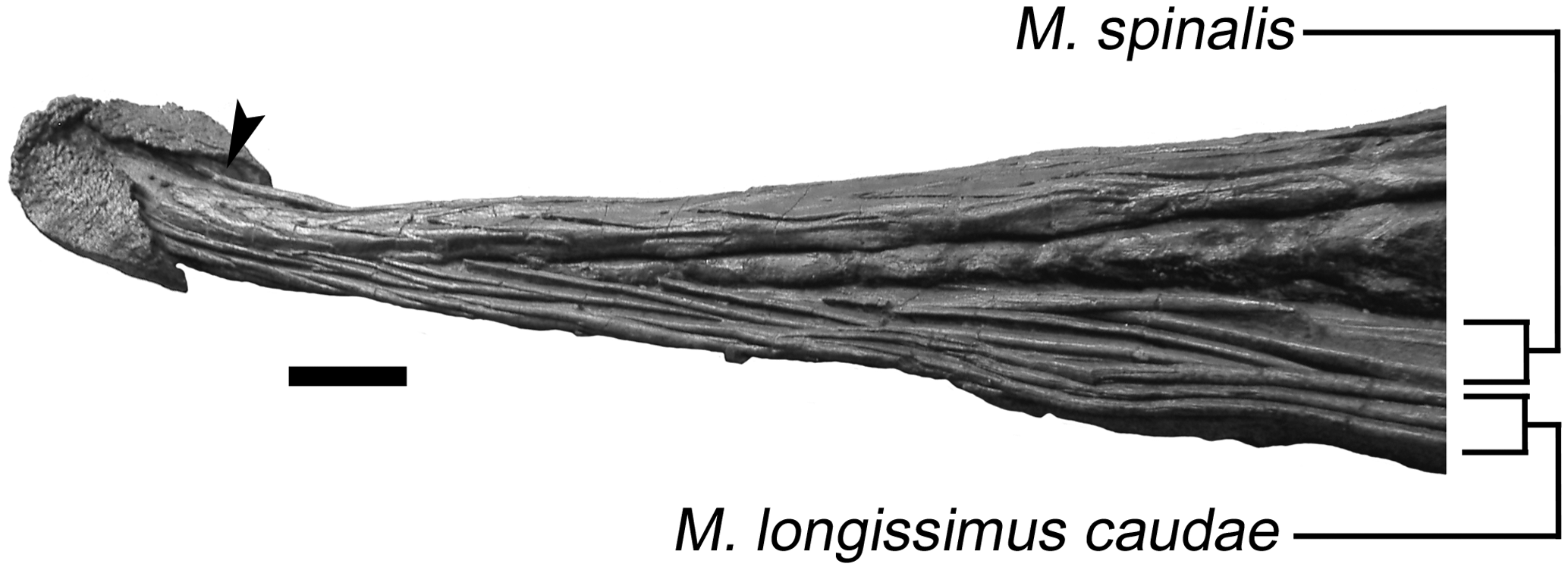
A ROM 784 elcsontosodott inai

Az Ankylosaurus híres farokbuzogánya szintén több nagy, az utolsó néhány farokcsigolyával összeforrt bőrcsontból alakult. Nehéz volt és az utolsó hét farokcsigolya tartotta meg, melyek a buzogány alapjánál egy merev rúddá kapcsolódtak össze. A maradványaival együtt a csigolyákhoz kapcsolódó vastag inak is megőrződtek. Ezeket a részben elcsontosodott inakat csak kis mértékben lehetett meghajlítani, így nagy erőt közvetítettek a farok vége felé, annak meglengetésekor. Úgy tűnik, hogy aktív védelmi fegyver volt, amely olyan erejű csapást tett lehetővé, ami eltörte a támadó csontjait. Egy 2009-es tanulmány kimutatta, hogy a nagy farokbuzogányok a becsapódás során elegendő erőt fejtettek ki a csontok eltöréséhez, a közepes- és kisméretűek azonban nem, emellett pedig a farok lengetését valószínű viselkedésnek ítélte az ankylosauridák esetében, bár a maradványok alapján nem dönthető el, hogy a buzogányt a fajtársakkal vagy más fajok képviselőivel szemben, illetve minden esetben használták-e védekezésre. Az is felmerült, hogy a farokbuzogány csaliként a fej imitálására szolgált, de ezt az ötletet később sokan elvetették.

## Ősbiológia
Az Ankylosaurus magniventris a késő kréta kor maastrichti korszakának végén, mintegy 68–66 millió évvel ezelőtt élt, a kréta–tercier kihalási eseményig fennmaradt dinoszauruszok egyike volt. Típuspéldányát a Hell Creek-formációban, Montanában fedezték fel, további példányai pedig a Lance-formációból, Wyomingból és a Scollard-formációból, a kanadai Albertából kerültek elő, olyan geológiai formációkból, amelyek mind a kréta időszak végén keletkeztek.
A Lance- a Hell Creek- és a Scollard-formációk a kréta időszakban Észak-Amerika nyugati és keleti felét elválasztó Nyugati Belső Víziút nyugati partjának különböző részeit őrizték meg. Egy széles parti síksághoz tartoztak, ami a beltengertől nyugati irányba terjedt ki, a kialakulóban levő Sziklás-hegység felé. Ezek a formációk nagyrészt az ártéri környezetekre jellemző homokkőből és agyagkőből állnak. Ezen ősi környezetek közül leginkább a Hell Creek-formációt tanulmányozták. Ebben az időben a területre a meleg és nedves, szubtrópusi éghajlat volt jellemző. Sokféle növény élt errefelé, főként zárvatermők, köztük kevésbé gyakori tűlevelűek, harasztok és cikászok. A tucatnyi különböző helyen előforduló fosszilis levelek bősége azt jelzi, hogy a területet nagyrészt kisebb fákból álló erdők borították.
Az Ankylosaurus fosszíliái az Edmontosaurushoz és a nagy növényevő fauna legnagyobb részét kitevő, rendkívül gyakori Triceratopshoz képest meglehetősen ritkák ezekben az üledékekben. Egy másik ankylosaurus, az Edmontonia maradványait szintén megtalálták ebben a formációban, azonban úgy tűnik, hogy az Ankylosaurus és az Edmontonia földrajzilag és ökológiailag is elkülönült egymástól.
Az Ankylosaurus széles pofával rendelkezett, talán azért, mert válogatás nélkül legelte a növényzetet, és lehetséges, hogy csak a parttól távolabbi, magasabban fekvő területeken élt, míg az Edmontonia melynek keskenyebb pofája arra utal, hogy az állat jobban megválogatta a táplálékát, a part közelebbi, alacsonyabban levő részeken élhetett.

## Osztályozás
Az Ankylosaurust az Ankylosauridae család típusnemeként nevezték el. Az ankylosauridák a nagyobb Ankylosauria taxonba tartoznak, a nodosauridákkal együtt. Az ankylosaurusok törzsfejlődése viták tárgyát képezi, melyhez kapcsolódóan az utóbbi években több egymást kölcsönösen kizáró elemzés jelent meg, ezért az Ankylosaurus Ankylosauridae családon belüli helyzete ismeretlen. Az Ankylosaurust és az Euoplocephalust gyakran testvértaxonoknak tekintik. Más elemzések szerint azonban a két nem különböző helyet foglal el. A további felfedezések segíthetnek a helyzet tisztázásában.

## Felfedezés

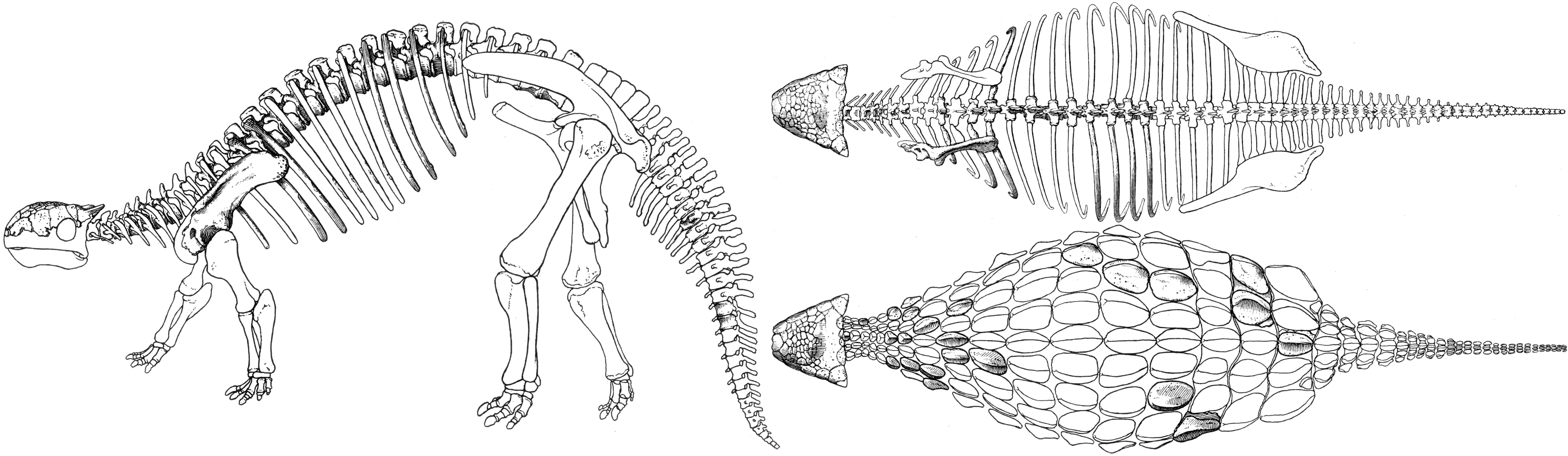
Az Ankylosaurus (az AMNH 5895 azonosítójú lelet) Barnum Brown által, 1908-ban készített farokbuzogány nélküli, hibás testhelyzetű elavult rekonstrukciója.

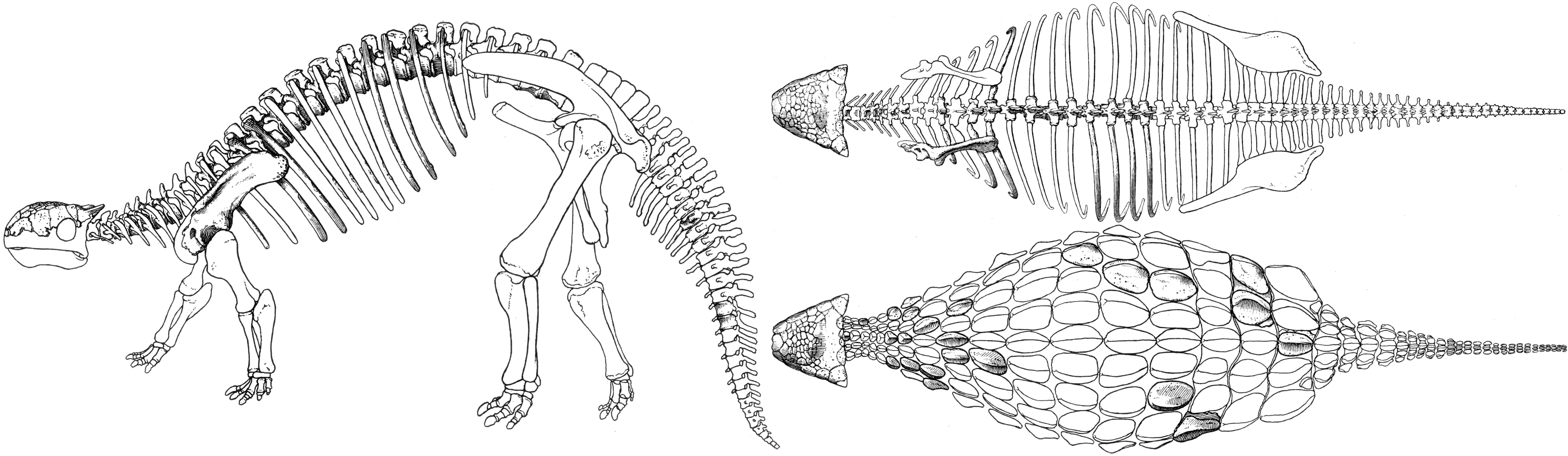
Brown Ankylosaurus lemezekről készített rekonstrukciója

Az Ankylosaurust az amerikai őslénykutató, Barnum Brown nevezte el 1908-ban. A nem neve az ógörög αγκυλος / ankülosz 'hajlott' és σαυρος / szaürosz 'gyík' szavak összetételéből származik. Brown a névvel egy orvosi kifejezésre, az ankylosisra kívánt utalni, ugyanis a koponyát és a testet összeforrt csontok tették merevvé, emiatt a nevet gyakran 'merevített gyíknak' is fordítják. A típusfaj, az A. magniventris neve a latin magnus 'nagy' és a venter 'has' szavak összetételéből származik és az állat széles törzsére utal.
Az A. magniventris típuspéldányát (az AMNH 5895 azonosítójú leletet) egy Brown által vezetett kutatócsoport fedezte fel Montanában, a Hell Creek-formációban, 1906-ban. A lelet részét képezi a koponyatető, a csigolyák, a bordák és a vállöv egy része, valamint a páncélzat. Hat évvel korábban Brown Wyomingban, a Lance-formációban rátalált egy nagy testű theropoda (az AMNH 5866) maradványaira. Ez a példány 1905-ben a Dynamosaurus imperiosus nevet kapta, de jelenleg a Tyrannosaurus rex fajhoz tartozik. Az AMNH 5866-hoz kapcsolódóan több, mint 76 különböző méretű bőrcsont került elő, melyeket a Dynamosaurus részének tulajdonítottak. Ezek azonban az alakjukat tekintve közel azonosak az A. magniventris bőrcsontjaival és valószínűleg ehhez a fajhoz tartoznak. 1910-ben egy albertai expedíció során Barnum Brown a Scollard-formációban rátalált a harmadik (AMNH 5214 azonosítójú) A. magniventris egyedre. Az AMNH 5214 felfedezésével egy teljes koponya és az elsőként ismertté vált farokbuzogány, valamint több borda, lábcsont és páncélelem is előkerült. E három példány jelenleg a New York-i Amerikai Természetrajzi Múzeum (American Museum of Natural History) gyűjteményében található. A legnagyobb ismert koponyát (az NMC 8880 azonosítójú leletet), melyre Charles M. Sternberg bukkant rá Albertában, 1947-ben, a Kanadai Természeti Múzeumban (Canadian Museum of Nature) helyezték el. Az évek során több különálló csont, páncéllemez és fog is előkerült.

## Popkulturális hatás
Az Ankylosaurus, melyet az 1908-ban készült leírás a páncélos dinoszaurusz archetípusaként ismertetett, könnyen felismerhető külseje és a dinoszauruszok iránti nagyfokú érdeklődés eredményeként világszerte évekre a popkultúra részévé vált. Az 1964-es, New York-i Világkiállításon bemutatott életnagyságú Ankylosaurus rekonstrukció nagymértékben közreműködött a népszerűsítésében. Az Ankylosaurus több dokumentumfilmben is szerepelt, látható például a Dinoszauruszok, a Föld urai hatodik részében és a The Truth About Killer Dinosaurs (Az igazság a gyilkos dinoszauruszokról) című műsorban is. Mindazonáltal a Jurassic Park III-ban és a Jurassic World filmsorozatban is feltűnik.

## Fordítás
- Ez a szócikk részben vagy egészben  az   Ankylosaurus című angol Wikipédia-szócikk ezen változatának fordításán alapul.  Az eredeti cikk szerkesztőit annak laptörténete sorolja fel. Ez a jelzés csupán a megfogalmazás eredetét és a szerzői jogokat jelzi, nem szolgál a cikkben szereplő információk forrásmegjelöléseként.